# Flettehøgda
Die Flettehøgda ist eine Eiskuppel an der Prinz-Harald-Küste des ostantarktischen Königin-Maud-Lands. Sie ragt südwestlich der Bucht Fletta auf.
Wissenschaftler des Norwegischen Polarinstituts benannten sie 1946 in Anlehnung an die Benennung der benachbarten Bucht.